# Zamarada rubrifascia
Zamarada rubrifascia är en fjärilsart som beskrevs av Elliot C.G. Pinhey 1962. Zamarada rubrifascia ingår i släktet Zamarada och familjen mätare. Inga underarter finns listade i Catalogue of Life.